# 索菲婭·雅諾克
索菲婭·雅諾克（瑞典語：Sofia Jannok；1982年9月15日—）是一位出生於瑞典耶利瓦勒的薩米族女歌手，其多演唱薩米人特有的尤伊克歌曲。

## 生平
1982年，索菲婭·雅諾克出生於瑞典最北端的、位於北極圈內的小城市耶利瓦勒，11歲登臺演出。她將歌唱與瑞典薩米族傳統吟唱“尤伊克”並大獲成功，從此開始歌唱生涯。
她的音樂被很多唱片以及電影和電視片、音樂劇和其他演出活動所採用。2006年春，她在瑞典和東南歐巡演。2007年，她的第一張獨唱專輯發行，且獲得於挪威凱于圖凱努舉辦的唯一薩米人歌曲大獎「薩米人大獎賽」獎（Sámi Grand Prix）。
2010年5月23日至30日，索菲婭·雅諾克受邀參加上海世博會瑞典館的國家館日慶祝活動表演，並在杭州、成都、深圳、天津、北京等城市作巡迴演出。

## 專輯
- (2007)
- (2009)
- (2010)

### 其它
- (2007)
- (2007)
- (2000)
- (2000)
- (2000)
- (2001)
- (2003)
- (2004)